# Aviceda jerdoni
Il baza di Jerdon (Aviceda jerdoni (Blyth, 1842)) è un uccello della famiglia degli Accipitridi, diffuso in Asia.

## Distribuzione e habitat
Questo uccello è diffuso in tutta l'Asia meridionale e orientale, dove predilige le foreste sempreverdi di pianura.

## Sistematica
Aviceda cuculoides ha cinque sottospecie:
- A. jerdoni jerdoni
- A. jerdoni borneensis
- A. jerdoni celebensis
- A. jerdoni ceylonensis
- A. jerdoni magnirostris